# Aeranthes arachnites
Espèce
Aeranthes arachnites est une espèce de plantes à fleurs de la familles des Orchidaceae. C'est une orchidée épiphyte originaire des îles Mascareignes.

## Synonymes
- Aeranthes grandiflora Lindl. 1833
- Dendrobium arachnites Thouars 1822

## Distribution
Îles Mascareignes.

## Illustrations

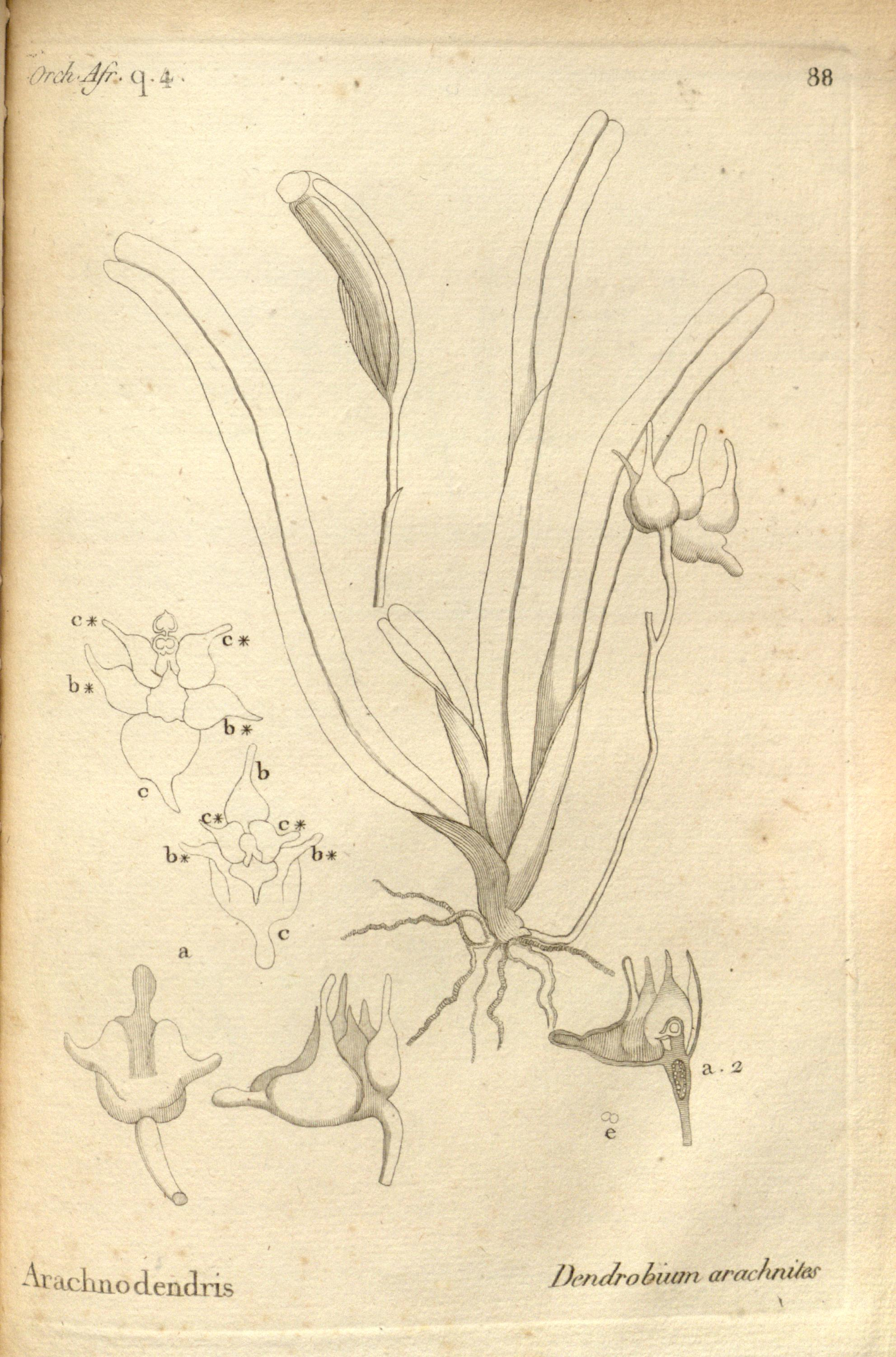
Dendrobium arachnites Thouars, 1822.
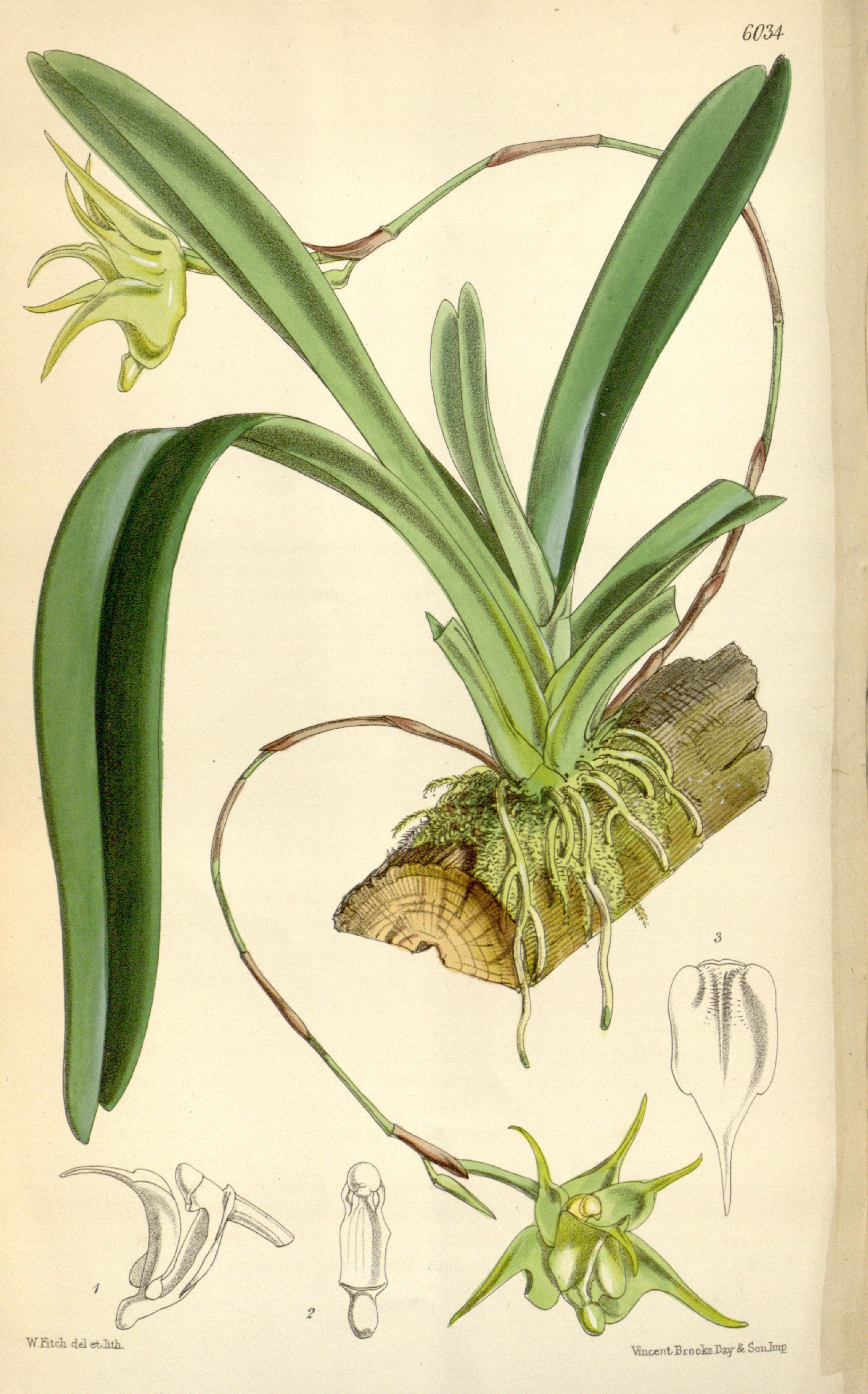
Acranthus arachnitis Curtis's Botanical Magazine 1873.